# Colomano di Cloyne
Colomano di Cloyne, o, in inglese Colman of Cloyne o in islandese Colmán mac Léníne (Munster, 15 ottobre 522 – 24 novembre 600/604), fu un monaco irlandese, fondatore e patrono di "Cluain Uama" (oggi Cloyne presso Cork in Irlanda) e uno dei primi poeti irlandesi conosciuti a scrivere in vernacolo.

## Fonti
Non è nota alcuna Vita agiografica scritta su Colomano di Clone, ma numerosi aspetti della sua vita si trovano in diversi tipi di fonti, come gli Annali Irlandesi, genealogie e martirologi.
Un primo racconto originale, noto come Conall Corc and the Corco Loígde, che ci è pervenuto solo come parte di un libretto genealogico irlandese in MS Laud 610, comprende alcune brevi note sul Santo. Questo testo fu probabilmente redatto nella fondazione St Colmán di Cloyne e, sebbene non datato, si ritiene che sia stato scritto verso il 700 o prima.

## Origini
Colomano era figlio di un certo Lénín, tramite il quale egli discenderebbe da un'oscura popolazione, i Rothrige, che in altri ambiti erano ritenuti come assoggettati ai Déisi di Munster.
Le genealogie irlandesi associano in un certo modo la progenie di Colomano agli Éoganachta, una dinastia dominante a Munster. Una fonte genealogica antica identifica specificatamente i Mac Léníni ed i Mac Duinich come rami secondari dei Rothrige, sebbene essa non citi il nome Colmán, attraverso il progenitore eponimo Eochaid Rothán, uno dei figli dell'antenato Mug Nuadat.
Le successive genealogie del Santo giungono all'antenato Mug Nuadat, risalendo sette generazioni.  Questo risalto assegnato a Éoganachta nelle genealogie dev'essere visto alla luce della carriera monastica ed alla posizione di Cloyne dopo la sua morte.

## Biografia
Il testo Conall Corc and the Corco Loígde comprende una breve trilogia nella quale Colomano è nominato come uno dei tre "ex-laici" (athláich) d'Irlanda, come Énna di Aran e Móchammac di Inis Celtra (sebbene esso aggiunga anche un quarto, il vescovo Erc in Sláne di Mag Breg). L'uso del termine athláech è stato qui interpretato suggerendo che Colomano fosse divenuto un chierico ad una certa, maggiore età di quella usuale in quei tempi. Una successiva tradizione vuole che fosse stato san Brendano di Clonfert a convincerlo a questo passo.
Non è chiaro se egli sia stato cresciuto come cristiano, ma ciò che è certo è che fu istruito e divenne un bardo, il che richiedeva un particolare acculturamento (al fine di raggiungere il livello più alto occorrevano 12 anni di studi).
Quale membro della classe di filí, egli divenne frequentatore della corte di Cashel, ove rimase fino all'età di 48 anni. Nel 570 lui e san Brendano di Clonfert avrebbero composto una controversia fra i rivali al trono di Cashel e Caomh venne riconosciuto come re, il primo re cristiano di Cashel. Egli fu incoronato da san Brendano di Clonfert. Al tempo dell'incoronazione Colomano ed altri avrebbero scoperto lo smarrito reliquiario di Ailbhe di Emly e Brendano avrebbe sostenuto che chi aveva avuto fra le mani questa sacra reliquia non poteva non essere persona consacrata a Dio e così avvenne per Colomano. Brendano lo benedisse e gli diede il nome di Colmán, che è diminutivo di Colm (in gaelico colm significa colomba).
Colomano quindi andò alla scuola di Sant'Iarlaithe di Tuam e dopo gli studi si parla inizialmente di lui come predicatore presso il popolo pagano che viveva nella costa orientale della contea di Cork. Egli viene descritto come «…un devoto e santo sacerdote, che divenne successivamente un famoso vescovo…». Il principe di Déise, nell'attuale contea di Waterford, chiese a Colomano di battezzargli il figlio. Colomano lo battezzò con il nome di Declano, sollecitando i genitori a dargli un'educazione cristiana: questi divenne poi san Declano.
A Colomano furono assegnate da Coirpre Cromm mac Crimthainn, re di Munster (Cashel), due chiese in Erry and Killenaule (4 e 10 miglia da Cashel rispettivamente) e terreni a Cloyne presso Cork.
Può anche essere possibile che queste ultime (Cluain Uama, la radura delle caverne), fossero state terre conquistate e che, per evitare il pericolo di una riconquista, siano state assegnate alla Chiesa. La proprietà terriera di Cloyne era ampia e costituita dai migliori terreni nella zona.
Dopo la morte del re (580 circa), Colomano fu in qualche caso coinvolto in beghe fra i suoi discendenti, nel corso quali alcuni di essi lo perseguitavano mentre altri lo proteggevano.

### Cloyne
Colomano è ricordato come il fondatore del monastero di Cluain Uama, oggi Cloyne, nei pressi di Cork in Munster, che si trovava nel regno di Uí Liatháin, Uí Meic Caille, un clan del precedente.
La leggenda Conall Corc and the Corco Loígde allude ai conflitti fra Colomano ed altri governanti. Vi si dice che Colomano ed i suoi fratelli fossero stati espulsi da Maethalach per mano di Máel Umai, figlio del fratello di Coirpre, Fiachna Onchind.
Cloyne pare essere stato il suo primo insediamento. La cattedrale e la torre sono situate su una roccia calcarea sita nel centro della valle e circondata da ricchi pascoli. Nella roccia vi è la caverna che si estende a grande distanza in varie diramazioni sotterranee, dalla quale la torre prende il nome. Qui si pensa che Colomano abbia stabilito la sua residenza come luogo sicuro ed i resti del suo primitivo oratorio, noto come Cappella di Colomano, erano visitabili fino al 1813.
Ulteriori dettagli della sua vita non sono documentati per iscritto ma il collegamento di numerosi luoghi nelle contee di Cork e di Limerick con il suo nome dimostrano la realtà del suo operato.  La trilogia del X secolo descrive Cloyne come un'importante scuola di diritto.

## Culto
Deceduto in un anno tra il 600 ed il 604, il  luogo più probabile dell'inumazione della sua salma è Cloyne, ov'egli lasciò anche una scuola di poesia. I calendari stabiliscono unanimemente come giorno del suo decesso il 24 novembre, che è divenuto il giorno della sua Memoria liturgica. Egli è venerato come santo patrono della Diocesi di Cloyne e della sua cattedrale di Cobh.
San Colomano visse in un periodo del quale è rimasto ben poco di scritto. I dipinti di Colman Mac Leinin (Colomano, figlio di Leinin) appartengono ad agiografie del XIX e XX secolo.
Un altro San Colomano è venerato nello stesso giorno, come ricordato da Sant' Aengus nella sua Felire.

## Il poeta
A Colomano è stata attribuita una straordinaria capacità poetica e fu definito dai suoi contemporanei «poeta regale di Munster». Numerosi suoi poemi irlandesi sono ancora esistenti, in particolare i panegirici metrici su San Brendano. Colgan cita una sua Vita di San Senano in versi.

### Le opere pervenuteci
I suoi versi pervenutici datano nel periodo fra il 565 ed il 604 e sono fra i primi esempi di scritti irlandesi in alfabeto latino. Si ritiene comunemente che egli abbia composto il poema Luin oc laib, un poema in onore di Domnall mac Muirchertaig († 566?), re di Tara, ed un altro poema sulla morte Áed Sláine († 604), re di UÍ Néill, ma quest'ultimo ci è giunto incompleto.